# Two As One
「Two As One」（ツー・アズ・ワン）は、2005年10月5日にCrystal KayとCHEMISTRYが「Crystal Kay × CHEMISTRY」名義で発売したコラボレーション・シングル。発売元はEpic Records。本作はCrystal Kay8枚目のシングルにあたる。

## 解説
コラボ楽曲であるが、Crystal Kayのシングルとして売り出されており、CHEMISTRYのシングルとしてカウントされていない。ジャケットもCrystal Kayのみ。CHEMISTRYは写っていない。
このコラボレーションの発端は、『BASIC'S』というカバー曲を歌うイベントでCrystal KayとCHEMISTRYが共演した際、Crystal Kayの発した"いつか何かやれたらいいね"という言葉。そこからプロジェクトが動き出し、数曲のデモの中からコラボする曲が絞り込まれていき、結果的に「Two As One」に決まった。
この曲は、男性・女性それぞれの視点から歌った2つの歌詞が存在。本作は、女性の視点からの歌詞で収録。男性の視点からの歌詞は本作から1ヵ月後に発売のCHEMISTRYの新シングル「almost in love」カップリング曲に収録。補足事項として、本作のレコーディングは別録りで行われたため、2組は一緒に歌っていない。

## 収録曲
- 表題曲とInstrumentalは「Crystal Kay × CHEMISTRY」。以外は「Crystal Kay」名義。

1. Two As One
  - 作詞：H.U.B／作曲:松本俊明
  - トヨタ「ウィッシュ」CMソング。オンエア期間の前半に使用。後半はCHEMISTRY × Crystal Kay（男性の視点の歌詞）バージョンを使用。
2. 涙があふれても
  - 作詞：西尾佐栄子／作曲：坂詰美紗子
  - 映画『ダーク・ウォーター』イメージソング。
  - Crystal Kay曰く、大きな愛を歌っている曲。
3. MY EVERYTHING (English Version)
  - 作詞：Crystal Kay・Ashley Ingram／作曲：Ashley Ingram・Crystal Kay／編曲：Ashley Ingram
  - 曲中に、日本語版にはなかった英語の語りが入る。
4. Two As One (Instrumental)